# 拉达·兰詹·达什
拉达·兰詹·达什（英語：Radha Ranjan Dash，1954年5月14日—），縮寫R·R·达什（R. R. Dash），印度前外交官，曾任印度駐約旦大使。

## 经历
拉达·兰詹·达什1954年5月14日出生於奥里萨邦。1976年在德里大學取得碩士學位後，曾在奥里萨邦布拉赫马普尔教授政治学，后於1980年10月進入印度外事服務部。1982年至1983年，他在法國巴黎索邦大学完成了必修外語法語的學習。
达什大使曾在巴黎、伊斯兰堡、曼谷、河内、华盛顿和达卡任职。1994年至1997年，担任印度驻越南大使馆参赞兼临时代办。1997年至2001年，他擔任印度駐美國大使館的參贊。2001年至2005年，任印度駐孟加拉国高級專員公署公使。2005年7月至2008年8月在印度外交部担任联秘，任职部门包括领事、护照和签证司以及外交学院。
2008年3月5日，被任命为下一任印度驻约旦大使。2008年8月就任印度驻约旦大使。9月15日，向约旦国王阿卜杜拉二世递交国书。2014年5月，退休。

## 個人生活
已婚，與妻子丽塔·达什（Rita Dash）育有一子一女。